# Rijn-Maas-Scheldemesolithicum
Het Rijn-Maas-Scheldemesolithicum (mid-achtste tot laat-zesde millennium v.Chr.) is een mesolithische cultuur van noord-Frankrijk, België, Luxemburg, zuid-Nederland en westelijk Duitsland. 
Op basis van de karakteristieke microlieten is zij aangetoond in een ca. 150.000 km² groot gebied tussen de Seine in het zuiden, het huidige IJsselmeer in het noorden en de loop van Rijn en Moezel tot in de Westfaalse Bocht in het oosten. Het zwaartepunt van de verspreiding ligt langs de Maas.
In het midden van het achtste millennium v.Chr. kwam het tot veranderingen in de materiële cultuur. Kenmerkend voor het Rijn-Maas-Scheldemesolithicum zijn nieuwe microlithische pijlpunten zoals vlakgeretoucheerde hulstblad- en andere  bladvormige punten en driehoeken. De vondsten tonen een bevolking van jagers-verzamelaars die tot het einde van het mesolithicum in traditionele nederzettingen in het laagland en middelgebergte leefde.
Voor de stenen werktuigen gebruikte men vooral Wommersom-kwartsiet. Prooidieren waren oeros, hert, ree en wild zwijn. Beenderen en geweien werden bewerkt tot werktuigen en sieraden, waarvoor ook doorboorde schelpen en tanden gebruikt werden. Bij de woonplaatsen werden kuilen gevonden met verschillende doeleinden. Men praktiseerde crematie zowel als lichaamsbegraving, waarbij de aanwezigheid van grafgiften duidt op een geloof in een hiernamaals.
Het Rijn-Maas-Scheldemesolithicum volgde de Europawijde trend naar regelmatige klingen en trapeziumvormige microlieten van het late mesolithicum. In de loop van enkele eeuwen verdrongen de trapeziumvormen de microlithische spitsen, segmenten en driehoeken. De vlakgeretoucheerde bladvormige spitsen en driehoeken bleven echter behouden, wat deze tot essentieel deel van de cultuur uitwijst. 
Kort voor het midden van het zesde millennium ontstond in het RMS-gebied de zogenaamde "Danubien"-punt, waaruit een paar honderd jaar later de asymmetrische pijlpunten van de bandkeramiek ontstonden. 
C14-dateringen uit het late zesde millennium en vondsten van hulstbladpunten in kuilen van de bandkeramische cultuur tonen het voortbestaan van de cultuur tot in de tijd van de jongere bandkeramiek.

## Limburgcultuur

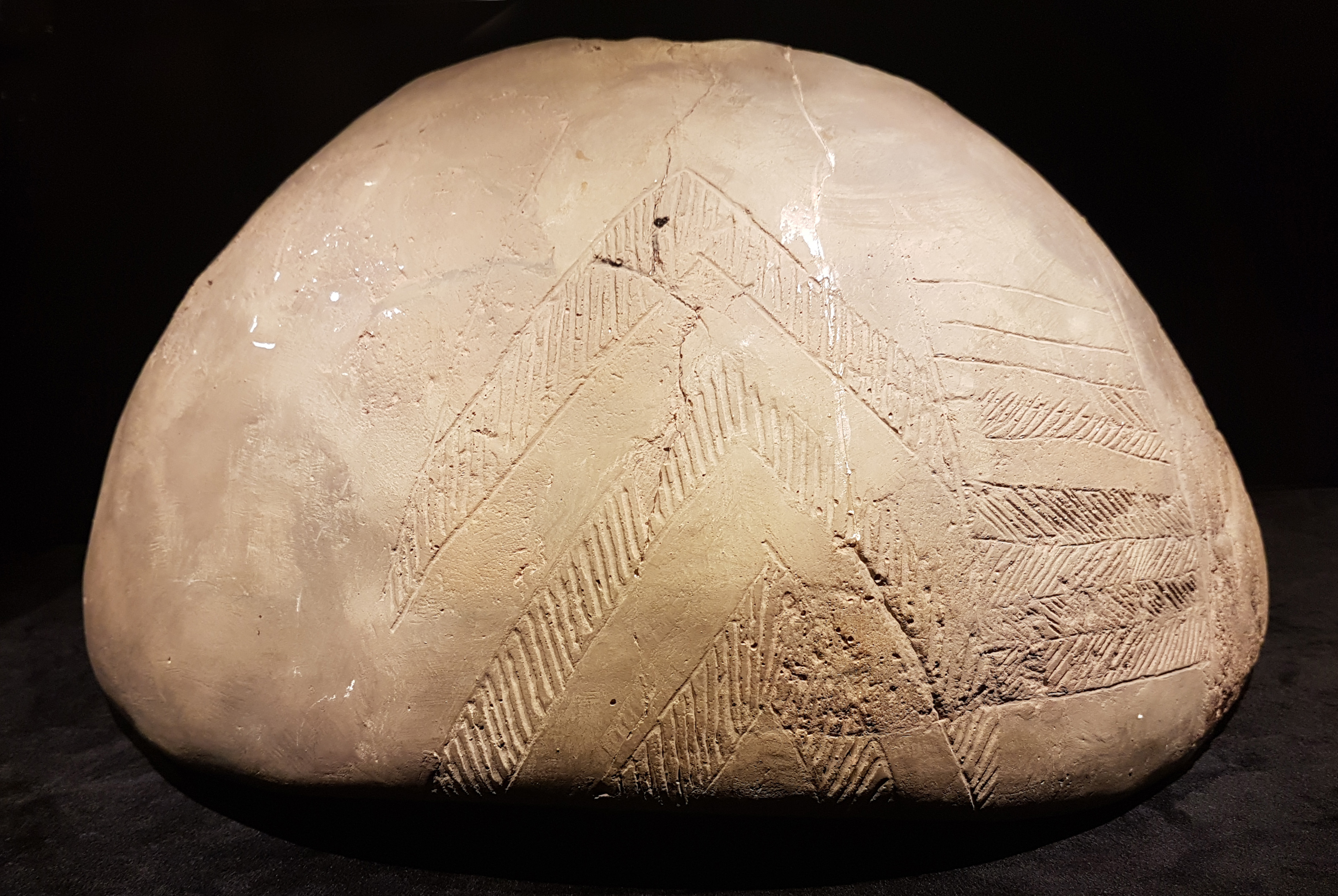
kom van Limburg-aardewerk uit Kesseleik

Vanaf ca. 5.500 v.Chr. kwam de Rijn-Maas-Schelde-regio in het invloedsgebied van neolithische culturen zoals de La Hoguette- en bandkeramische culturen. Onder deze invloed begon de RMS-bevolking rond 5.300 v.Chr. met de productie van eigen aardewerk, het zogenaamde Limburgkeramiek. Men spreekt hier van de Limburggroep of Limburgcultuur, welke het verspreidingsgebied en de vlakgeretoucheerde microlieten gemeen had met de Rijn-Maas-Scheldecultuur. 
De economische basis van de bevolking van de Rijn-Maas-Scheldecultuur is nog slecht bekend. Plaatselijk is het naast elkaar voorkomen van mesolithische en neolithische gemeenschapen aangetoond, en tot de volledige neolithisering van het RMS-gebied kan men uitgaan van een dergelijk naast elkaar bestaan van verschillende levenswijzen.